# Providence (Kentucky)
Providence es una ciudad ubicada en el condado de Webster en el estado estadounidense de Kentucky. En el Censo de 2010 tenía una población de 3.193 habitantes y una densidad poblacional de 202,87 personas por km².

## Geografía
Providence se encuentra ubicada en las coordenadas 37°23′57″N 87°45′6″O / 37.39917, -87.75167. Según la Oficina del Censo de los Estados Unidos, Providence tiene una superficie total de 15.74 km², de la cual 15.61 km² corresponden a tierra firme y (0.81%) 0.13 km² es agua.

## Demografía
Según el censo de 2010, había 3193 personas residiendo en Providence. La densidad de población era de 202,87 hab./km². De los 3193 habitantes, Providence estaba compuesto por el 82.34% blancos, el 13.62% eran afroamericanos, el 0.34% eran amerindios, el 0.41% eran asiáticos, el 0.28% eran isleños del Pacífico, el 0.91% eran de otras razas y el 2.1% pertenecían a dos o más razas. Del total de la población el 1.91% eran hispanos o latinos de cualquier raza.